# Agatón (mitología)
En la mitología griega, Agatón (en griego antiguo: Ἀγάθων/Agáthôn) es uno de los hijos de Príamo, rey de Troya.
En la Ilíada, se le cita con otros de sus hermanos en el Canto XXIV, cuando su padre los culpa de no haber muerto en lugar de Héctor, culpándolos de su cobardía. Aun así, según Homero, Agatón se esforzó mucho en retirar el cuerpo de su hermano Héctor de las manos de Aquiles, después de haber sido abatido.